# Năruja (gmina)
Năruja – gmina w Rumunii, w okręgu Vrancea. Obejmuje miejscowości Năruja, Podu Nărujei, Podu Stoica i Rebegari. W 2011 roku liczyła 1659 mieszkańców.